# Annabel Lee
Annabel Lee fou l'últim poema escrit per Edgar Allan Poe abans de la seva mort. Publicat pòstumament el 9 d'octubre del 1849.
Com en moltes de les seves obres, explora la temàtica de la mort d'una dona bella. El narrador, enamorat d'Annabel Lee quan eren joves, continua estant-lo després de la seva mort. El seu amor cap a ella era tan fort que fins i tot els àngels estaven gelosos. Hi ha un debat sobre quina dona, si és que n'hi va haver, va servir d'inspiració per a Annabel Lee. Tot i que s'han suggerit els noms de diverses, la candidata més creïble és la seva dona, Virginia Eliza Clemm. El poema, escrit el 1849, no es va publicar fins poc després de la mort de l'autor, el mateix any.

## Sinopsi
El narrador del poema descriu el seu amor per Annabel Lee, que va començar molts anys abans a «un regne al costat del mar». Tot i ser joves, el seu amor mutu era tan gran que els àngels en tenien enveja i, per això, va morir ella, segons el narrador. Tot i així, el seu amor és tan gran que s'estén més enllà de la tomba i el narrador creu que les seves dues ànimes continuen agermanades. Cada nit somia amb Annabel Lee i veu la brillantor dels seus ulls a les estrelles. I cada nit es recolza sobre la seva tomba a la vora del mar.

## Anàlisi
Com molts altres poemes de Poe, incloent El corb, Ulalume i A algú al paradís, Annabel Lee segueix el seu tòpic preferit: la mort d'una bella dona, que Poe anomena «el tema més poètic del món». Com moltes de les dones en altres obres de Poe, es veu atacada per una malaltia i es casa jove. El poema se centra en un amor ideal d'extraordinària intensitat. De fet, les accions del narrador no només mostren que estima Annabel Lee, sinó que la idolatra, cosa que només pot fer després de morir.
En sis estrofes, el poeta fa una rememoració del seu amor impossible per una donzella que podeu conèixer/pel nom d'ANNABEL LEE ("That a maiden there lived whom you may know/By the Name of ANNABEL LEE"), de la qual el separen i que, en la quarta estrofa, mor. Les dues darreres estrofes són un càntic a l'amor per damunt de la mort i acaben amb uns versos d'exaltació romàntica, típics de l'obra de Poe, en què el poeta es queda al costat de l'estimada:
```
I ve la nit, que és l'hora d'ajeure'm a la vora
de l'amor meva - amada meva - esposa meva i vida meva,
en el sepulcre que té el mar veí -
la tomba ran del brogent mar veí.

And so, all the night-tide, I lie down by the side
Of my darling - my darling - my life and my bride,
In the sepulcre there by the sea,
In her thomb by the sounding sea.

```

Hi ha traducció al català de Xavier Benguerel.
En la versió de ballet hi posà la coreografia George Skibine.